# San Donnino di Liguria
San Donnino di Liguria è una frazione del comune italiano di 
Casalgrande in provincia di Reggio Emilia.

## Storia
Nell'890 è già citato un luogo chiamato "Longoria" La località è citata ancora nel 1035 come corte di "Longuria". La prima menzione di San Donnino (in loco qui dicitur S.Donnino) risale al 1142-1143 e nel 1192 è citata come San Donnino de Longoris, riprendendo dunque il suo nome alla corte. Le due località sono citate separatamente prima del XIII secolo (Sancto Donino e Longora), ma dagli inizi del Trecento compaiono fuse in un unico comune, che in seguito venne aggregato al comune di Rubiera.
Nel 1660 fu infeudato al conte Francesco Fontana; ritornato alla camera ducale del Ducato di Modena e Reggio nel 1740, fu nuovamente infeudato al marchese Giovanni Battista De Mari, come comune a sé.
Nel 1799 il comune fu soppresso e dopo la Restaurazione fu annesso prima alla provincia di Modena e nel 1817 al comune di Scandiano, nella provincia di Reggio Emilia. Nel 1860 passò al comune di Casalgrande.

## Chiesa di San Donnino
L'attuale chiesa fu ristrutturata nel 1724 e ancora allungata ed allargata nel 1857, a cura dei conti Spalletti Trivelli.
Disposta con la facciata ad ovest e l'abside ad est, presenta una facciata a capanna tripartita. Sul lato sud si innalza il campanile, con cella campanaria a bifore.
All'interno sono presenti affreschi che raffigurano san Donnino.

## Tenuta Spalletti Trivelli

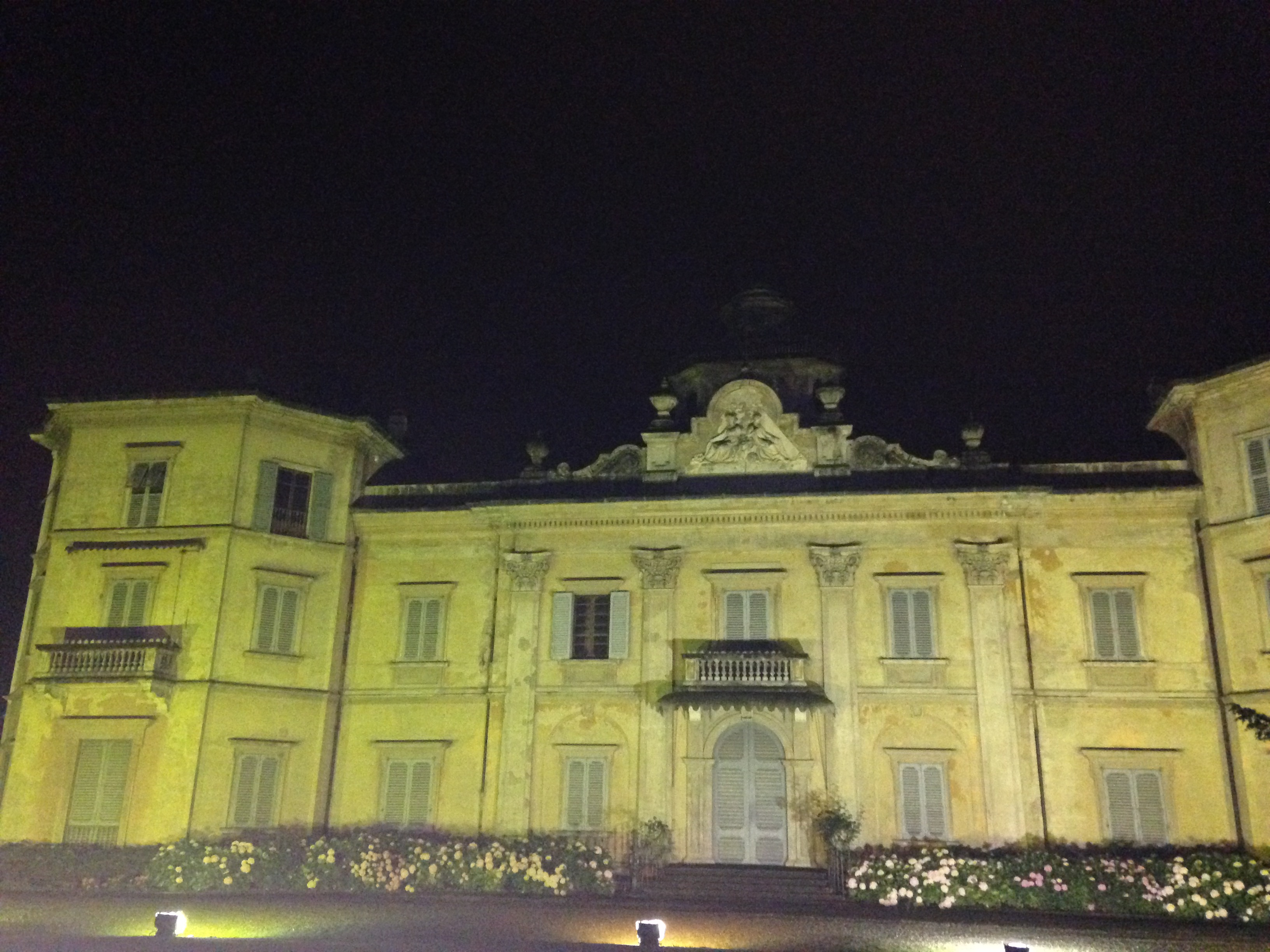
Villa Spalletti illuminata di notte

### Storia
Il duca Francesco III d'Este dispose la vendita all'asta di un'ampia tenuta, comprendente tutti gli edifici di San Donnino, che fu acquistata dai fratelli Domenico Andrea e Gian Battista Trivelli. Alla fine del XVIII secolo un ramo della famiglia Trivelli si estinse nella famiglia Spalletti.
Agli inizi dell'Ottocento il Conte Venceslao Spalletti fece ristrutturare il primitivo palazzo di derivazione seicentesca, che assunse la forma attuale. Nella cartografia militare dell'epoca, la villa è situata all'incrocio di due assi ortogonali di cui oggi rimane solo il braccio meridionale. 
La villa ha ospitato il re Umberto I di Savoia e la regina Margherita, lo stato maggiore dell'esercito in occasione delle grandi manovre del 1887 e altri personaggi storici come Italo Balbo.
Nel 1907 la tenuta agricola, di proprietà del conte Guglielmo Spalletti, occupava quasi i tre quarti del territorio di San Donnino. Tuttora la famiglia è proprietaria della villa e della tenuta.

### Descrizione
La villa è articolata in un corpo centrale, fiancheggiato da due torrette angolari a pianta ottagonale, leggermente avanzate. La facciata, di colore giallo, presenta nella parte centrale delle lesene che sorreggono un frontone a volute con un orologio al centro. Sul tetto spicca una torretta, circondata da una balconata con ringhiera.
La villa è circondata da 33 ettari di parco. Fu progettato come giardino all'inglese dal paesaggista Achille Villoresi, allora curatore dei Giardini reali di Monza, e fu realizzato in circa vent'anni. Un lungo viale alberato, detto "Provana", attraversa la tenuta in prospettiva frontale del parco e della villa.
Il parco comprende boschetti, capanne, laghetti, vivai, una scuderia che alloggiava fino a 200 cavalli ed un oratorio dedicato alla Mater Pietatis. Il parco ospita un esemplare di zelkova ed alcuni cipressi calvi attorno all’isoletta del lago.
Nella tenuta sono compresi un complesso colonico a corte chiusa, la casa del fattore ed il "Casino cadetto".